# Praia da Pontinha
Praia da Pontinha
A Praia da Pontinha é banhada pela Lagoa de Araruama e está localizada na cidade de Araruama, no estado do Rio de Janeiro, e tem cerca de um quilometro de extensão com areia branca, com búzios e muitos coqueiros, sendo também uma continuação da Praia do Centro; a praia da Pontinha destaca-se por ter calçadão, ciclovia, pavimentação e boa infraestrutura além de coqueiros e boa arborização; excelente para caminhada, a praia possui águas claras e limpas, embora muito salgadas, excelente para a pescaria, kitesurf e outros esportes náuticos; A Praia da Pontinha também é bastante procurada pelo fato de apresentar grande concentração de lama medicinal atraindo muitas pessoas à procura dessa lama para o uso medicinal.

## Clube Náutico
A Praia da Pontinha também é bastante conhecida pelo Clube Náutico, onde embarcam e desembarcam, iates, lanchas e outras pequenas embarcações de turismo de classe média e classe alta, principalmente durante o Verão.